# Трагедія в стилі рок
«Трагедія в стилі рок» (рос. «Трагедия в стиле рок») — радянський двосерійний художній фільм-драма 1988 року режисера Сави Куліша.

## Сюжет
Вітя Бодров запрошується до суду у справі свого батька, причетного до великих махінацій. Дмитро Іванович Бодров, що спритно підлаштувався під «шістдесятників» і люблячого батька, був викритий на лаві підсудних. На прощання він встиг сказати синові: «Я ні в чому не винен…». Але Віктору цей вигук буде не зрозумілий. Потрапивши з будівлі суду на сонячне світло, підліток відразу потрапив до рук Бритого. А разом з ним за Бритим потягнуться і друг Віктора, і найближча подруга…

## У ролях
- Олексій Шкатов —  Віктор Бодров (Диригент)
- Сергій Карленко —  Генріх (Геня, Прокурор), друг Віктора
- Ольга Альошина —  Олена Козлова (Птаха)
- Марія Караджа —  Нюша, мати Віктора
- Юрій Лазарев —  Дмитро Іванович Бодров, батько Віктора (Труба)
- Антоніна Дмитрієва —  Марія Степанівна, бабуся Віктора
- Олексій Маслов —  Кассіус (Співак, Учитель)
- Тетяна Лаврова —  Тома, подруга Дмитра Івановича Бодрова
- Світлана Брагарник —  Сільва (Сельодка), подруга Дмитра Івановича Бодрова
- Валентин Нікулін —  друг Дмитра Івановича Бодрова
- Альберт Філозов —  «Фортепіано», друг Дмитра Івановича Бодрова
- Борис Хмельницький —  друг Дмитра Івановича Бодрова
- Віталій Шаповалов —  друг Дмитра Івановича Бодрова
- Олег Гаркуша —  шоумен з перфомансу «Поп-механіки»

## Знімальна група
- Режисер: Сава Куліш
- Сценарій: Сава Куліш
- Оператори:  Володимир Клімов,  Володимир Фастенко
- Художник:  Володимир Аронін
- Композитор:  Сергій Курьохін